# Taiwanofungus camphoratus
Taiwanofungus camphoratus är en svampart som först beskrevs av M. Zang & C.H. Su, och fick sitt nu gällande namn av Sheng H. Wu, Z.H. Yu, Y.C. Dai & C.H. Su 2004. Taiwanofungus camphoratus ingår i släktet Taiwanofungus, ordningen Polyporales, klassen Agaricomycetes, divisionen basidiesvampar och riket svampar.   Inga underarter finns listade i Catalogue of Life.

## Bildgalleri

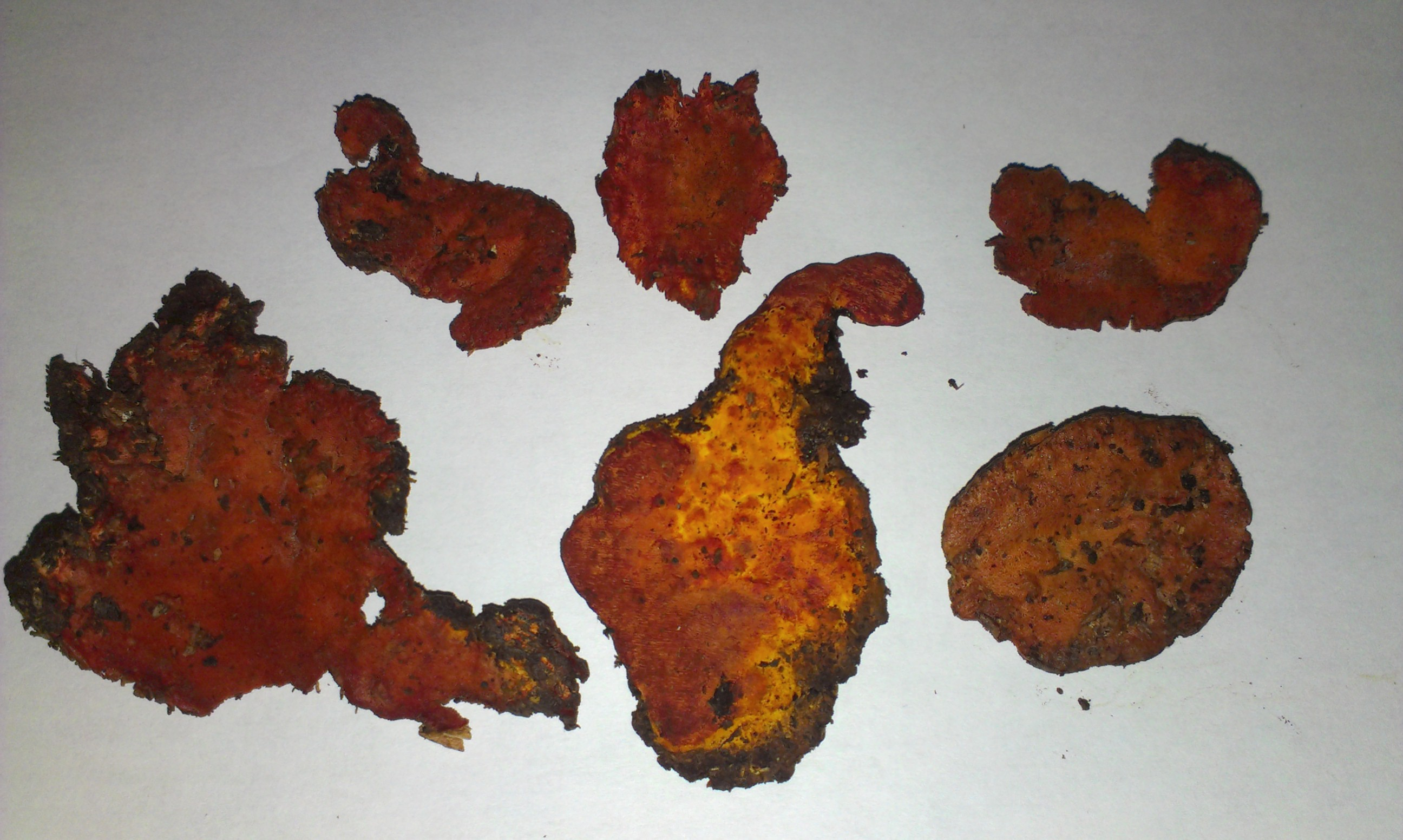